# Ronnie Coleman
Ronnie Dean Coleman (* 13. května 1964, Monroe, USA) je bývalý profesionální americký kulturista, držitel osmi titulů za sebou v soutěži Mr. Olympia. Je vysoký 180 cm a v době soutěží váží 140 kg, mimo soutěž až kolem 150 kg.

## Kariéra
Coleman studoval na Grambling State University (GSU). Během studií hrál americký fotbal za GSU Tigers pod trenérem Eddiem Robinsonem. Po škole se stal policejním důstojníkem v Arlingtonu v Texasu, kde pracoval jako důstojník od roku 1989 do roku 2000.
Coleman cvičil v tělocvičně Metroflex, kterou vlastní amatérský kulturista Brian Dobson. Dobson nabídl Colemanovi volné členství, aby ho vycvičil na nadcházející soutěž kulturistiky Texasu. Coleman získal první místo jak v kategorii těžké váhy, tak v celkových kategoriích. Porazil dokonce samotného Dobsona. První profesionální závod vyhrál v roce 1995 – Kanada Pro Cup. V následujícím roce opět zvítězil. Dále následovalo vítězství v Grand Prix Ruska. V roce 1998 poté vyhrává nejprestižnější kulturistický titul Mr. Olympia a získává odměnu 110 000 dolarů. Od roku 2001 mu přibyl největší soupeř Jay Cutler, kterého se mu ale dařilo porážet. Díky zisku 8 titulů v letech 1998–2005 se stává největší ikonou v historii kulturistiky. První porážku od Cutlera zaznamenal až v roce 2006.
V roce 2009 se Mr. Olympia nezúčastnil z nedostatku času na trénink. Na rok 2010 sice ohlásil veliký návrat, ale už k němu nedošlo.
V roce 2001 získává ocenění od guvernéra Texasu Ricky Perryho pro vynikající výsledky v kulturistice a pro podporu tělesné zdatnosti.
Navštívil místa jako Brazílie, Rakousko, Čína a Austrálie, ale nejvíce se proslavil v USA, kde natočil tři tréninková videa: The Unbelievable, The Cost of Redemption, and On the Road. V těchto videích dává tipy pro pokročilé vzpírání, ale varuje před nadměrným přetěžováním a nevhodnou formou. Při cvičení preferuje Coleman volné závaží než stroje, aby maximalizoval flexibilitu a rozsah pohybu. V roce 2011 začal Ronnie Coleman s prodejem výživy sportovních a wellness produktů kulturistům a dalším sportovcům.

## Školení
Na rozdíl od Doriana Yatese, který uznával pouze odmítavý styl tréninku Mikea Mentzera, Coleman používal symbiózu dvou různých typů tréninku: silového a objemového, tzv. "pumpování". Střídal je každých 3-6 týdnů v průběhu celého roku až do přípravy na soutěž Mr Olympia.
Během silového cyklu Coleman trénoval s plnou intenzitou, kdy v každém tréninku prováděl pouze jeden nebo dva cviky a od každého z nich pět nebo šest sérií. Soustředil se na tři cviky - dřep, bench press a mrtvý tah. Silové hodnoty Ronnieho Colemana byly: bench press 260 kg, mrtvý tah 365 kg, dřepy 380 kg. Při leg pressu používal více než tunové váhy a v každém cviku provedl 10-12 opakování.
Velké svalové skupiny na tento trénink reagovaly dobře, ale byl problém s rozvojem deltových svalů. V té době Coleman spolupracoval se svým prvním trenérem Brianem Dobsonem, ale později na radu Flexe Wheelera začal trénovat s Chadem Nicholsem, známým jako DietDoc. Ten pro Colemana sestavil specifický tréninkový program na ramena, který zahrnoval mnoho činkových ředění prováděných v super-setech, trojsetech a shazování. Drop sety byly používány jak dopředu, tak dozadu, a to exponenciálně. Místo zvedání činek zpoza hlavy používal Smithovy zdvihy. V důsledku toho se zvětšil objem deltových svalů, které se staly kulovitými a vyrýsovanými.

## Osobní život
Coleman je oddaný křesťan.
Jeho první manželka byla libanonsko-francouzská osobní trenérka Rouaidou Christine Achkare. Svatbu měli 28. prosince 2007 v Bejrútu, ale krátce poté se rozvedli.
V roce 2008 žalovala Colemana žena, která otěhotněla ze spermie, kterou daroval kalifornské spermabance. Žena s nezveřejněnou identitou porodila předčasně trojčata v červnu 2007, ale jedno z nich zemřelo o několik měsíců později.
11. dubna 2016 se Coleman oženil se svou dlouholetou přítelkyní, osobní trenérkou Susan Williamsonovou, se kterou má čtyři děti. Další tři má z předešlých vztahů.

## Videa
- Ronnie Coleman: The First Training Video (1997)

- Ronnie Coleman: The Unbelievable (2000)

- Ronnie Coleman: The Cost of Redemption (2003)

- Ronnie Coleman: Relentless (2006)
- Ronnie Coleman: Invincible (2008)
- Ronnie Coleman: The Last Training Video (2009)

## Tituly v kulturistice
- 1990 Mr. Texas (Heavyweight & Overall)
- 1991 World Amateur Championships (Heavyweight)
- 1995 Canada Pro Cup
- 1996 Canada Pro Cup bh
- 1997 Grand Prix
- 1998 Toronto Invitational
- 1998 Mr. Olympia
- 1998 Grand Prix Finland
- 1999 Mr. Olympia
- 1999 World Pro Championships
- 1999 Grand Prix England
- 2000 Mr. Brody Langley
- 2000 Grand Prix England
- 2000 World Pro Championships
- 2000 Mr. Olympia
- 2001 Arnold Schwarzenegger Classic
- 2001 Mr. Olympia
- 2001 New Zealand Grand Prix
- 2002 Mr. Olympia
- 2002 Grand Prix Holland
- 2003 Mr. Olympia
- 2003 Grand Prix Russia
- 2004 Mr. Olympia
- 2004 Grand Prix England
- 2004 Grand Prix Holland
- 2004 Grand Prix Russia
- 2005 Mr. Olympia
- 2006 Grand Prix Austria – IFBB, 2nd
- 2006 Grand Prix Holland – IFBB, 2nd
- 2006 Grand Prix Romania – IFBB, 2nd
- 2006 Mr. Olympia – IFBB, 2nd
- 2007 Mr. Olympia – IFBB, 4th